# Claudio Scalise
Claudio Scalise (nacido el 12 de noviembre de 1962 en Rosario) es un exfutbolista argentino. Se desempeñaba como delantero y se inició en Rosario Central, club con el que se coronó campeón de Argentina.

## Carrera
Scalise se destacó por ser un delantero picante y talentoso, jugando como puntero izquierdo, y se ganó rápidamente el afecto de la hinchada canalla merced a los goles convertidos en los clásicos. 
Su debut se produjo en la primera fecha del Metropolitano 1982, ante Boca Juniors (empate 1-1). El entrenador canalla era Ángel Tulio Zof.
Ya en el Nacional 1983 tuvo su primera nota destacada en el clásico rosarino; en el encuentro disputado el 19 de mayo en el Gigante de Arroyito, convirtió al minuto 71 el primer tanto del 2-0 a favor de su equipo para eliminar a Newell's Old Boys en octavos de final del torneo. Ese mismo año, pero por el Metropolitano marcó un tanto ante Newell's en el triunfo canalla 2-1, disputado el 20 de junio y otro en un empate 3-3, cotejo jugado el 9 de octubre en el Parque.

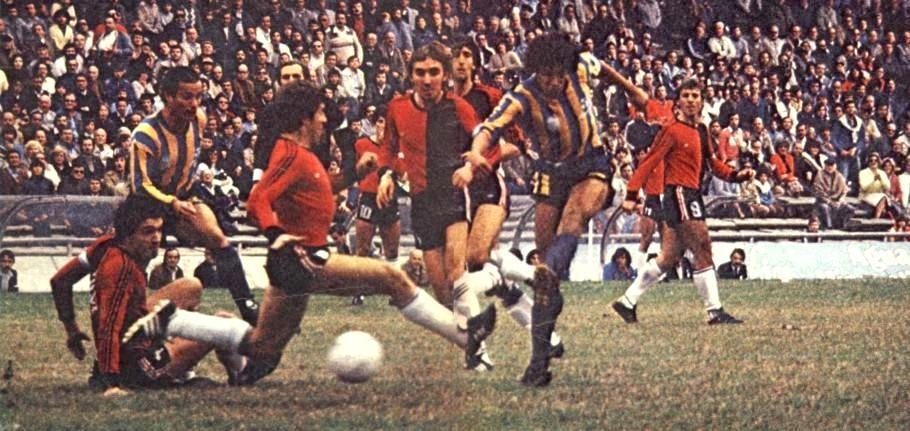
Gol de Scalise a Newell's en 1983

En 1984 se pronunció el declive futbolístico que arrastraba Central, perdiendo la categoría. Scalise fue uno de los pocos futbolistas que continuaron en el equipo. Disputó 39 de los 42 cotejos de su club, marcando 6 goles y contribuyendo con el rápido retorno del canalla a la máxima categoría, al conseguir el título de la divisional.

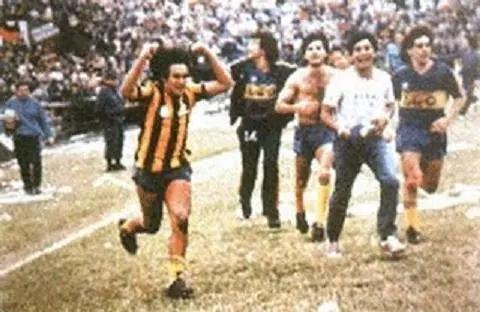
Scalise (con la camiseta de Central) en el festejo de Boca en cancha de Newell's.

Durante el primer semestre de 1986, por cuestiones de calendario, Central se encontró sin actividad futbolística, por lo que cedió a préstamo a sus futbolistas durante ese lapso de tiempo. Scalise fue reclutado por Boca, equipo que terminó definiendo la Liguilla pre-Libertadores 1985-86 en final ante Newell's. Luego de que el conjunto rojinegro venciera en la ida 2-0 como visitante, arrancó ganando en la revancha, por lo que el entrenador de Boca dispuso el ingreso de Scalise, logrando el equipo de Buenos Aires revertir el marcador, imponiéndose 4-1 y logrando la clasicficación a la Copa. Al momento de dar la vuelta, Scalise se quitó la camiseta de Boca y dejó a la vista la casaca de Rosario Central, con la que había jugado en el partido y completó el festejo del visitante de esa manera.

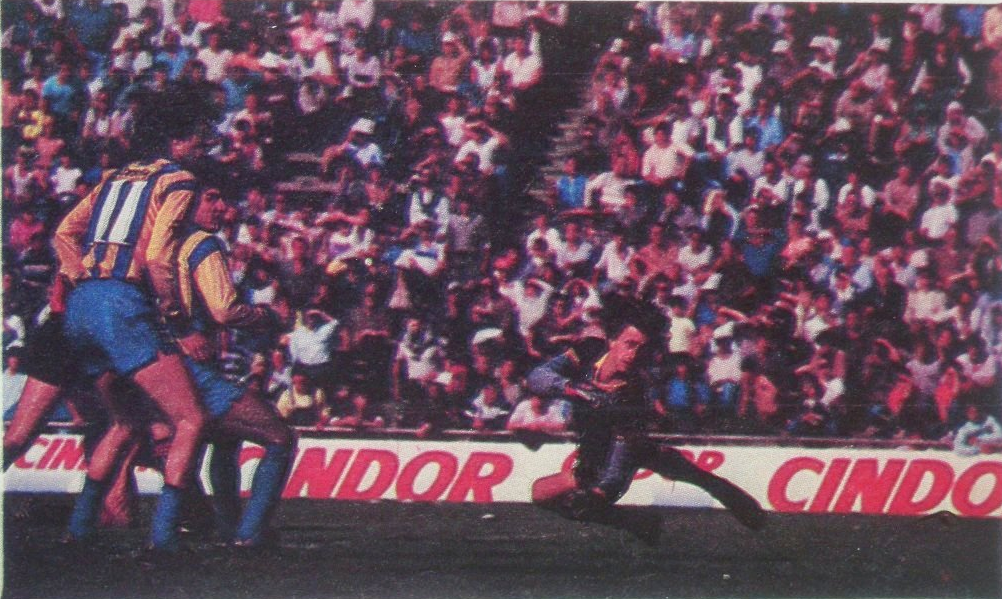
Gol de Scalise (fuera de foco) a Newell's en 1987.

Con el comienzo del Campeonato de Primera División 1986-87, Scalise retornó a Central, y fue parte de la histórica conquista del título por parte del canalla, que de esta forma se convirtió en el único equipo de Argentina en ganar un campeonato de Primera inmediatamente después de haber ascendido.
Se mantuvo en Rosario Central hasta mediados de 1989, habiendo marcado otro gol en el clásico disputado el 20 de septiembre de 1987, que sirvió para ganar 1-0. Totalizó 179 partidos y 30 goles con la casaca auriazul.
Prosiguió su carrera primeramente en Minervén de Venezuela, para retornar luego a Argentina y jugar en los torneos de ascenso, vistiendo las casacas de Colón, Douglas Haig y Estudiantes de San Luis.

## Clubes
| Club                    | País      | Año       |
| ----------------------- | --------- | --------- |
| Rosario Central         | Argentina | 1982-1985 |
| Boca Juniors            | Argentina | 1986      |
| Rosario Central         | Argentina | 1986-1989 |
| Minervén                | Venezuela | 1990-1991 |
| Colón                   | Argentina | 1991-1992 |
| Douglas Haig            | Argentina | 1992-1993 |
| Estudiantes de San Luis | Argentina | 1993-1994 |

## Palmarés
| Título           | Equipo                | País      | Año     |
| ---------------- | --------------------- | --------- | ------- |
| Primera B        | C. A. Rosario Central | Argentina | 1985    |
| Primera División | C. A. Rosario Central | Argentina | 1986-87 |